# Ислам в Норвегии

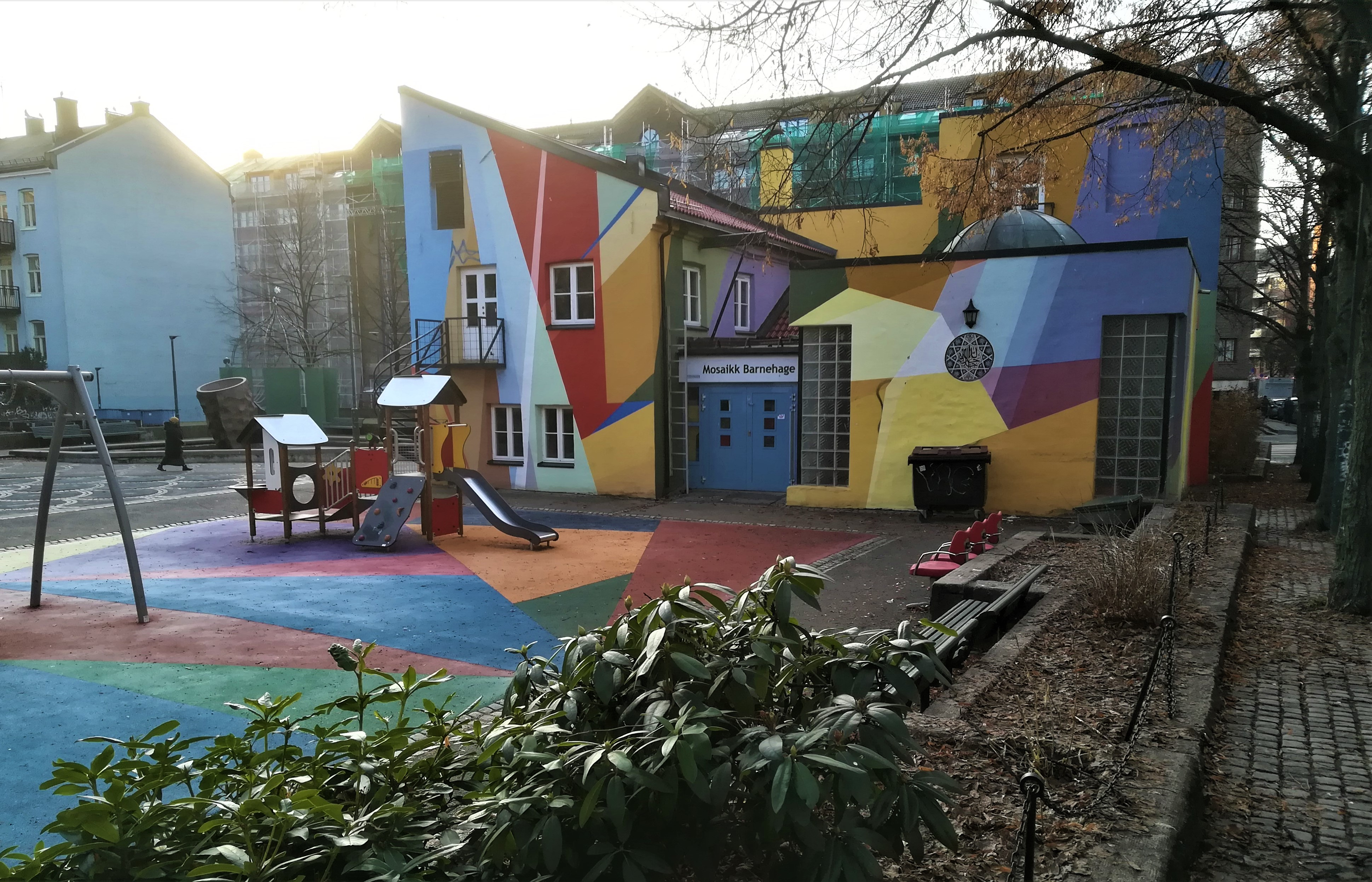
Исламский детский сад в Осло

Ислам — вторая по распространенности религия в Норвегии, после различных форм христианства. Статистика 2016 года насчитывает 148 189 жителей, исповедующих ислам, что составляет примерно 2,8 % населения страны. Большинство мусульман в Норвегии — сунниты, также присутствует значительное меньшинство шиитов. Около 55 % мусульман живут в фюльке Осло и Акерсхус. Подавляющее большинство норвежских мусульман — иммигранты, из которых наиболее значительная группа — норвежские пакистанцы.

## История
В исландских анналах пишется о прибытии в Норвегию посольства из Туниса в 1260-х годах после того, как король Хакон IV Старый отправил султану посольство с дарами. Однако, мусульманское население в стране не было заметным до второй половины XX века. Иммиграция из мусульманских стран в Норвегию началась позже, чем в другие страны Западной Европы и начала прогрессировать лишь в 60-х годах XX века.
Впервые количество мусульман в Норвегии было зарегистрировано в 1980 году и составляло 1006 человек. Эта статистика была основана на состоянии в зарегистрированной конгрегации, а причиной столь низкого числа является состояние большинства мусульман в мечетях.
В конце 1990-х годов ислам обогнал католическую церковь и пятидесятников и стал первой по распространенности религией меньшинств в Норвегии благодаря ускоряющейся иммиграции мусульман из других стран Европы. В 2004 году мусульмане состояли в 92 различных конгрегациях, 40 из которых были основаны в Осло или Акерсхусе.
В 2010 году мусульманин из Эребру, что в Швеции, хотел построить мечеть в Тромсё на деньги из Саудовской Аравии, но норвежское правительство не дало разрешения на основании отсутствия в Саудовской Аравии свободы религии.

## Население
В 2000 году было примерно 500 коренных норвежцев, принявших ислам. Остальные мусульмане — первое или второе поколение иммигрантов из ряда стран.
| Страна происхождения | Число (2008 год) |
| -------------------- | ---------------- |
| Пакистан             | 30 134           |
| Сомали               | 27 881           |
| Ирак                 | 21 795           |
| Босния и Герцеговина | 15 649           |
| Иран                 | 15 134           |
| Турция               | 15 003           |
| Новообращенные       | от 900 до 1000   |